# Morten Kabell
Morten Kabell (født 28. april 1970) er en tidligere dansk politiker.
I 1998 blev han valgt til Københavns Borgerrepræsentation for partiet Enhedslisten, og i 2014 efterfulgte han Ayfer Baykal fra Socialistisk Folkeparti som teknik- og miljøborgmester i København. Denne stilling forlod han i december 2017.
I forbindelse med fratrædelsen modtog Morten Kabell et eftervederlag på kr. 501.896 kr, som blev genstand for en del presseomtale. 

Den 1. januar 2018 tiltrådte han som driftschef for virksomheden Copenhagenize Design Co.

## Eksterne links
- Morten Kabells hjemmeside hos Københavns Kommune. Besøgt 2. febr. 2014 Arkiveret 19. oktober 2016 hos  Wayback Machine